# Sint-Petruskerk (Doullens)

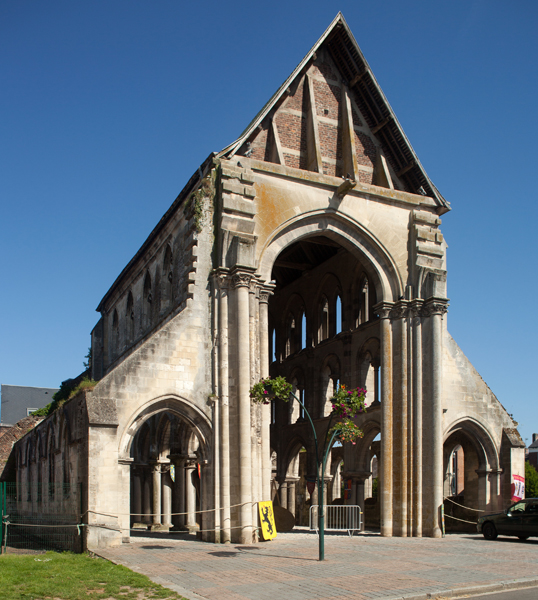
Sint-Petruskerk

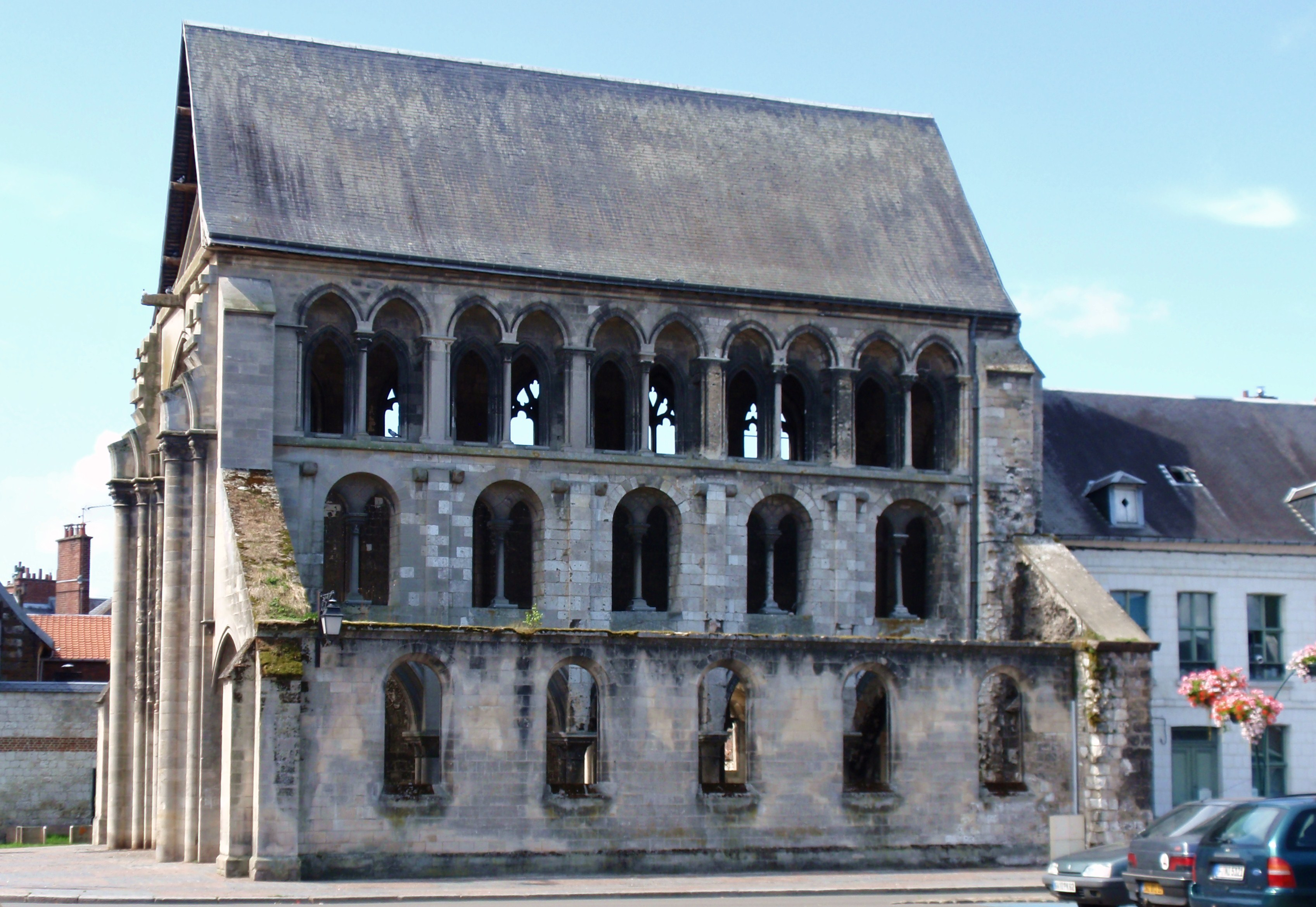
Noordzijde met het triforium

De Sint-Petruskerk (Doullens) (Frans: Église Saint-Pierre) is een kerkruïne in de Franse stad Doullens (Somme).

## Geschiedenis
De kerk werd gebouwd aan het begin van de 13e eeuw. Zowel in 1522 als in 1585 werd de kerk geplunderd door Spaanse troepen toen die die stad Doullens innamen. In 1522 werden de kerkklokken geroofd. In 1585 werd de kerk in brand gestoken waarbij het dak verloren ging. Tijdens de volgende decennia werd de kerkstructuur geconsolideerd en werd de kerk in fases hersteld. In 1692 volgde een grondige renovatie waarbij een nieuwe klokkentoren werd gebouwd. Geld voor een nieuwe beiaard was er evenwel niet.
In 1790 na de Franse Revolutie werd de kerk gesloten en na enkele jaren werd ze verkocht als nationaal goed. In de volgende decennia deed het kerkgebouw dienst als schuur of als atelier. De staat van het gebouw verslechterde en in 1924 stortte een deel van het gebouw in. Het stadsbestuur besliste om de kerk af te breken maar dit leidde tot lokaal protest. De Franse overheid kwam tussen en de kerk werd nog hetzelfde jaar beschermd als historisch monument. Er volgden consolidatiewerken en in 1955 volgde een nieuwe ronde aan restauratiewerken.

## Beschrijving
Enkel het schip met vijf traveeën van de kerk bleef bewaard. De noordelijk zijde van de kerk heeft een triforium, een galerij met bogen en pilaren. De buitenmuur van de zuidzijde heeft een sterk verweerd reliëf van de Hemelvaart.